# Měsíční šachta
Měsíční šachta či Měsíční jeskyně (angl. Moonshaft) je označení pro záhadný podzemní prostor, který údajně 23. října 1944 objevil účastník Slovenského národního povstání kapitán Dr. Antonín T. Horák. Má se jednat o šachtu ve tvaru srpku měsíce, která je vytvořena z neznámého černého materiálu a nachází se na konci blíže neurčené vápencové jeskyně v oblasti Levočských vrchů, Belianských Tater, Vysokých Tater či Nízkých Tater na Slovensku.

## Historie

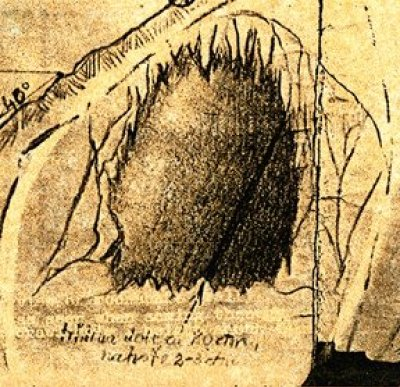
Skica vstupu do šachty

V roce 1944 se Antonín Horák v hodnosti kapitána zúčastnil na severu země bojů během slovenského národního povstání. Při napadení vojáky Wehrmachtu byl zraněn a následně společně s dvěma spolubojovníky ukryt v jeskyni místním pastevcem. Zde objevil tajemnou šachtu vytvořenou z neznámého materiálu. Po válce emigroval nejdříve do Francie a poté do Spojených států. Zde se usadil v coloradském městě Denver a provozoval restauraci. V roce 1965 zveřejnil jeho příběh s citací z jeho údajného deníku časopis National Speleological Society News. Článek měl být pouhou raritou ze světa speleologie. V roce 1970 se o Horákův příběh začal zajímat badatel Ted Phillips, který se společně s profesorem Josefem A. Hynkem, vedoucím projektu Blue Book, s Horákem setkal v Novém Mexiku. Zde naplánovali cestu na Slovensko, kde je měl Horák k šachtě zavést. Projekt se kvůli politické situaci v tehdejším Československu neuskutečnil. Phillips přesto naznačil, že mu Horák během tohoto setkání ukázal dosud nezveřejněné materiály a především soubor fotografií, které na místě pořídil krátce po válce. Vrchol zájmu o tuto záhadu přišel po roce 1972 kdy jí francouzský spisovatel Jacques Bergier zařadil do své publikace Kniha nevysvětlitelného. Bergier zřejmě čerpal primárně z článku z roku 1965. Tato kniha vyšla v Československu v samizdatu až v 80. letech. V roce 1975 se s Horákem údajně setkal francouzský badatel André Estival, kterému měl Horák část materiálů předat. Horák zemřel v roce 1976. První článek o měsíční šachtě v Československu uveřejnil Václav Cílek na začátku 90. let.

## Horákův deník
Podle informací z Horákova deníku, se na podzim roku 1944 účastnil bojů Slovenského národního povstání jako velitel vojenské jednotky. Během pochodu blíže neurčenou částí Tater byla jejich skupina napadena vojáky Wehrmachtu. Při ústupu byl Horák raněn na hlavě a na ruce a ztratil vědomí. 22. října ho v zákopu našel místní majitel pastvin Slávek. Horáka a další dva raněné vojáky Jurka a Martina ošetřil a nabídl jim úkryt v tajné jeskyni vzdálené asi 4 hodiny od zákopu. Slávek se v jeskyni křižoval, zapisoval do bible a udělal znamení na zadní zeď, ve které se nacházel otvor. Trojici varoval, aby se nesnažili pronikat hlouběji. V jeskyni se měla nacházet síť chodeb, z nichž některé končily hlubokou propastí se zatuchlým vzduchem. Mělo zde podle něho také strašit. Téhož dne Slávek se svou dcerou Hankou donesl nějaké léky. K jídlu vojákům zbyla pouze horká voda se slivovicí.
23. října měla trojice hlad a proto se Horák nabídl, že poruší slib, který Slávkovi dal, a prozkoumá zadní chodby, kde se mohla ukrývat přezimující zvířata. Po hodinu a půl trvající cestě se protáhl úzkou plazivkou a ocitl se před mohutným výklenkem z vápence zdobeným krápníky, ve kterém se nacházel tmavý válcovitý objekt z neznámého hladkého materiálu s výraznou nepravidelnou puklinou. Poté, co jí prostrčil hlavu a ruku s loučí, zjistil, že se jedná o dutý prostor, který je celý tvořen stejným tmavým materiálem, hladkým jako sklo. Slyšel také tekoucí vodu. Do prostoru vhodil několik úlomků krápníku, které cvakly, takže došel k názoru, že prostor má pevné dno. Když opět vylezl, pokoušel se do vnější stěny seknout zákopovým krumpáčem, ale ten se odrazil, aniž by způsobil narušení povrchu.
O svém nálezu se zbylým dvěma vojákům nezmínil. Z jejich opasků si vytvořil provizorní lano a druhý den se k šachtě vrátil. Svlékl se, protože se mu předchozího dne zachytávala košile o nepravidelný vnitřek pukliny a škvírou prolezl dovnitř. Ocitl se v prostoru tvaru srpku měsíce o délce přibližně 25 metrů. Obě vypouklé stěny byly vzájemně rovnoběžné a celá šachta byla nakloněná pod malým úhlem směrem k vstupní puklině. Podlaha byla tvořená hladkým vápencem a postupně se svažovala. Každý zvuk v šachtě extrémně rezonoval. Její strop nebylo možné osvítit, takže není jisté, jak byla vysoká. Horák se po zběžném průzkumu bez potíží zase vyšplhal ven.
Druhý den se znovu vrátil. Několikrát zkusil vystřelit do stěny z pistole. Kulky vytvořily nazelenalou stopu, ale do materiálu nepronikly. Poté se zaměřil na podlahu šachty. V jejím pravém rohu byl jíl, v levém měkký vápenec. Po chvíli kopání do vápence našel kostru, ze které odlomil dva zuby. Ty byly později určeny ve vědeckém ústavu v Užhorodě jako pozůstatky medvěda jeskynního, který vymřel asi před 25 tisíci lety. To pomohlo určit minimální stáří šachty. Navíc dovnitř zřejmě spadl vrchem, takže šachta byla kdysi otevřená. Při dalším kopání pod podlahou narazil Horák na vodorovné vroubkování na stěně, které se zdálo teplejší než zbytek šachty. Téhož večera donesl Slávek se svou druhou dcerou Olgou zásoby. Horák se ani jemu o nálezu šachty nezmínil.
26. října pokračoval kopáním v pravém rohu šachty. Tam už vroubkování nenašel. Při odchodu se pokoušel střílet do narušené stěny ve vstupní puklině, ale žádné odlomky opět nezískal. Pokusil se alespoň odlomit zvláštní krystalky, které našel na krápnících u vstupu do šachty, ale ty se mu v rukou drolily. Rozhodl se proto vyrobit provizorní lep z netopýřích pařátů, do kterého by sypký materiál zachytil. Martin však v noci zemřel a Horákovi s Jurkem tak již nic nebránilo v opuštění jeskyně. 27. října se Horák do šachty opět vrátil ve snaze najít jiný vchod. To se mu nepodařilo. 28. října byl na místě naposledy. Do šachty vložil lahev s kusem opasku, na který vyryl některé údaje a zadní stěnu svých zlatých hodinek. Vstup do jeskyně opět zamaskovali a vyrazili směrem na Košice. Cestou se spojili s partyzánskou skupinou. Horák se k jeskyni vrátil na konci války. Zjistil, že Slávek se odstěhoval. Do šachty již nevstupoval, ale pokusil se v úbočí hory najít nějaký alternativní vstup, což se mu opět nepovedlo. V závěru deníku Horák píše, že Jurek požádal Slávka o Hančinu ruku a společně se usadili v Bratislavě, kde se živil jako truhlář. Horák mu také poskytl peníze na vztyčení dřevěného kříže v místě, kde Martina pochovali, tedy u původního zákopu. Horák také zmínil své obavy z komercializace svého objevu a slíbil, že o umístění jeskyně bude informovat pouze seriózní vědce.
Předmluva úryvku z deníku, která byla zřejmě doplněna autorem článku Georgem W. Moorem, uvádí souřadnice místa 49° 2′ N a 20° 7´ E.

## Další pátrání

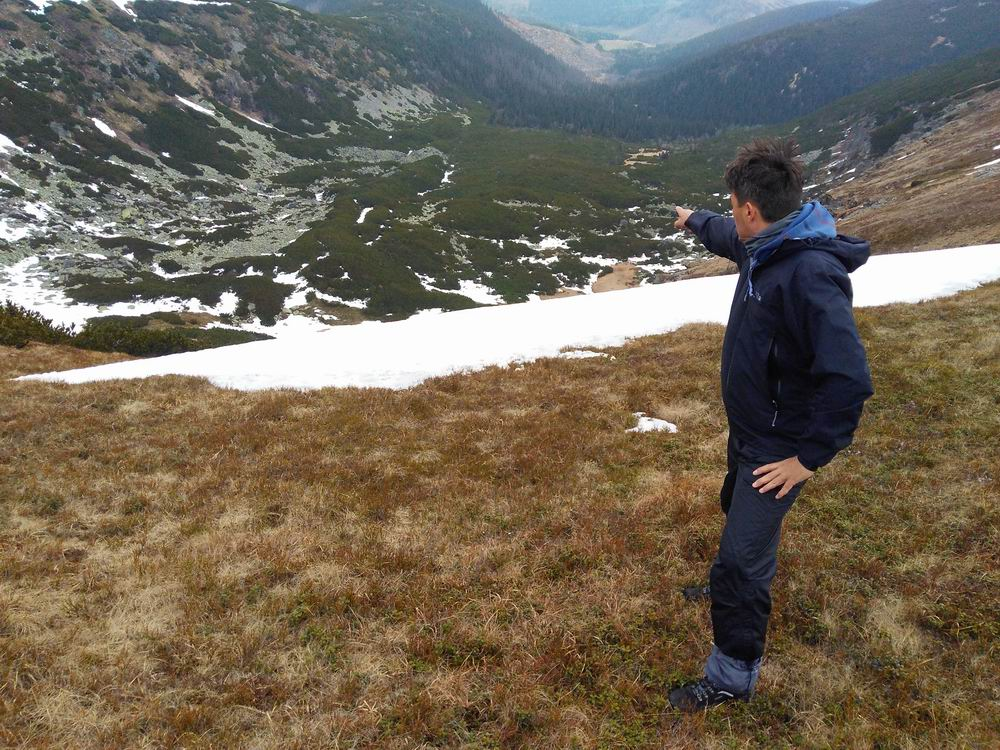
Martin Lavay zkoumá útvar "kamenné oko" při expedici v roce 2019

Horák ve svém deníku zmiňuje bez upřesnění pohoří Tater a uvádí obce Zdar, Lubocna a Plavnica což jsou zřejmě Ždiar, Ľubochňa a Plavnica. Problém pak představoval fakt, že část vytipovaného území byla vyhlášena za vojenský prostor a vstup do ní byl zakázán. První známé terénní výzkumy se odehrály až v roce 1980 kdy záhadologové Ivan Mackerle a Michal Brumlík prozkoumali krasovou oblast v okolí Staré Ľubovně a zaměřili se také na osobu A. Horáka a pastevce Slávka. V roce 1982 provedlo pátrání i Muzeum slovenského krasu a ochrany přírody z Liptovského Mikuláše. Už tyto první průzkumy legendu o Měsíční šachtě zpochybnily, když se ukázalo, že v říjnu 1944 se ve zmíněné oblasti žádné boje neodehrály, nežil zde pastevec Slávek se dvěma dcerami a nebyl zde ani sníh, který Horák v deníku popisuje. Výzkumy probíhaly také mezi vojenskými historiky a pamětníky, kteří upozornili na další nepřesnosti v Horákově deníku (např. neexistující ráže německých děl). Meckerle došel k závěru, že nepřesnosti mohly pocházet od autorů článku v časopise NSS News nebo že Horák úmyslně zaváděl, aby zamezil objevení jeskyně laickou veřejností.
V roce 1994 zahájil rozsáhlejší výzkum geolog Walter Pavliš. Ten prozkoumal v hoře s názvem Nemecký vrch (okres Stará Lubovňa) jeskyni s vyrytým nápisem HA (Horák Antonín), číslicí 23 (23. říjen) a šesti přeškrtnutými čarami (6 dní v jeskyni). Tato jeskyně však nikam nevedla a měřila pouhých několik desítek metrů, což neodpovídalo době cesty k šachtě uvedené v deníku. Pavliš také vyhledal rodinu Antonína Horáka, která vyloučila, že by šlo o pouhou fabulaci. Podle nich Antonín o Měsíční šachtě vždy mluvil s naprostou vážností. Nikdy nenaznačil, že by si příběh vymyslel. Pavliš však zároveň zjistil, že on sám, či jeho rodina, zveřejnili biografické informace, které se podařilo spolehlivě vyvrátit. Mimo jiné se měl narodit v Keilbergu (Klínovec), kde však není uveden v matrice. Měl absolvovat školu, která byla v té době zrušená. Jeho rodině měl být zabaven důl v Jáchymově, kde však byly pouze doly státní. V roce 1941 měl být internován v koncentračním táboře Theimwald (Boří les), který byl však otevřen až v roce 1943, atd. Pavliš jako možný důvod pro smyšlený životopis zmiňuje Horákovu možnou snahu zakrýt svou skutečnou identitu. Dva Horákovi předci byli za nejasných okolností zavražděni. Také pátrání po pastevci Slávkovi a spolubojovníku Jurkovi nepřineslo žádný výsledek. Pavlišovi se sice podařilo zjistit, že se Jurek měl před srpnovou invazí sovětských vojsk věnovat politice, ale konkrétní osobu se mu nepodařilo identifikovat.
Po roce 2000 provedli vlastní výzkum autoři Robert K. Lesniakiewicz a Miloš Jesenský (pseudonym Manfred Jensen), kteří příběh Měsíční jeskyně spojili s legendami o podzemních objektech z jiných částí světa, např. o skleněných tunelech uvnitř Babí hory na česko-slovensko-polském pomezí.
V roce 2010 zařadil spisovatel Jan A. Novák příběh měsíční jeskyně do své knihy Putovanie po najväčších záhadách Slovenska. Podařilo se mu zjistit, že Horákem mohl být muž jménem Ernest Hölig, který toto jméno používal, aby utajil svůj židovský původ. Hölig měl sloužit v zajateckém táboře, kde byl ke konci války zabit jedním z vězňů. Novák však, podobně jako další autoři, zpochybňuje některé prvky Horákova příběhu, konkrétně ústup do Košic, které byly v této době obsazeny Maďarskou armádou a analýzu kostry jeskynního medvěda v Užhorodě, kde nefungoval žádný paleontologický ústav. Novák zmínil možnost, že příběh je celý smyšlený a inspirací pro jeho sepsání se stala kniha Jaroslava Naumana Tajemný pramen o trojici přátel, kteří naleznou v podzemí Nízkých Tater záhadný chrám vybudovaný neznámou civilizací.
Rozsáhlá pátrání provedl autor Martin Lavay, který údaje o vojenských operacích z Horákova deníku spojil s historickými boji v oblasti obcí Telgárt a Vernár. V roce 2019 se v doprovodu reportéra Jaroslava Mareše a výzkumníka Erika Vojteka vypravil na severní stranu hory Kráľova hoľa v Nízkých Tatrách, kde ze satelitních map vytipoval suťovité místo ve tvaru oka (dva půlměsíce), ke kterému se však, kvůli chybějícímu povolení od správy národního parku, nedostali. Výsledky svého bádání zvřejnil ve stejném roce v knize Měsíční šachta: podivný příběh nejzáhadnější slovenské jeskyně.
Mnoho pátrání provedli také různí amatérští badatelé. V roce 2019 zkontaktoval slovenský portál Cez Okno uživatel vystupující pod jménem Banský inžinier s tvrzením, že se mu podařilo šachtu lokalizovat. Při svém pátraní vycházel z předpokladu, že šachta je dutina přirozeného původu, která vznikla v místě tektonického zlomu, kde se o sebe třely dvě pískovcové desky a vznikla tak tektonická zrcadla vzhledem a vlastnostmi kontrastující s okolím. Tento zlom měl původně tvar hyperboly a odsunutím obou desek vznikla velká dutina ve tvaru půlměsíce, na jejímž dně vznikla časem vrstva usazenin. Při pátrání pomocí satelitních snímků z Google Map předpokládal, že nad podzemními prostory roste jiná vegetace než v okolí. Stromový porost ve tvaru srpku měsíce pak lokalizoval na louce ve východoslovenském pohoří Bachureň v oblasti zvané Pastierka. Zde se nachází i tektonický zlom a jeskynní systém. Přístup do šachty se však nalézt nepodařilo a odborný geologický průzkum místa také proveden nebyl. Další amatérský výzkumník Erik Batysta vycházel z Horákova náčrtu vstupu do jeskyně, v jehož blízkosti se měli nacházet 3 nápadné nerovnosti. Poblíž odpovídajícího místa v Belianských Tatrách v blízkosti obce Ždiar objevil úzký vstup do podzemních prostor. V jeskyni se nacházely zbytky tábořiště a v zadní stěně mohl kdysi zřejmě existovat průchod, který byl však zavalený. Kvůli nestabilitě stropu v dalším průzkumu místa nepokračoval.

## Hypotézy
Sám Horák v jedné z verzí deníku uvažuje, že šachtu vybudovala nějaká dávno zaniklá civilizace. Dr. George W. Moore, který původní článek v NSS News napsal, věřil, že se jedná o přírodní úkaz - vápenec rozpuštěný mezi deskami z rohovce. Horák však tuto možnost v tomto článku zpochybnil. Jacques Bergier tvrdil, že šachtu vytvořila vyspělá mimozemská civilizace. Jiní záhadologové zastávali názor, že se může jednat o součást bájné podzemní říše Agharta. Podle dalších teorií se má jednat o historický měděný důl či přirozený jeskynní průduch sopečného původu. Také ohledně osoby Antonína Horáka a nepřesnostem v jeho deníku vznikla řada teorií. Miloš Jesenský vysvětluje tyto chyby tak, že se nemuselo jednat o přepis deníku z roku 1944, ale o informace diktované Horákem po telefonu americkému autorovi původního článku v časopise NSS News, který také údaje od Horáka doplnil vlastní předmluvou, ve které místní názvy zkomolil.

## Galerie

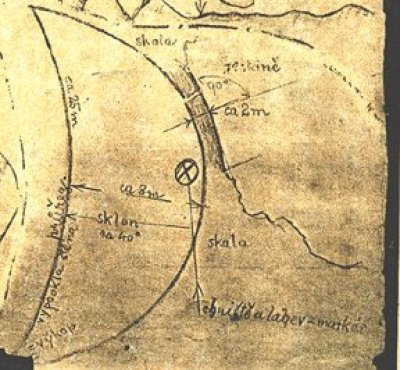
Půdorys šachty podle deníku A. Horáka
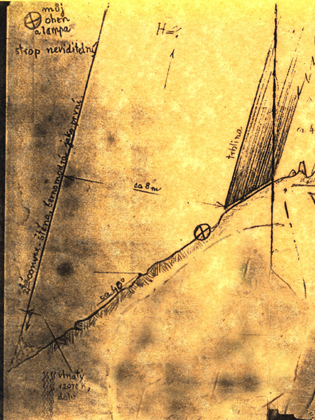
Boční řez šachtou podle deníku A. Horáka
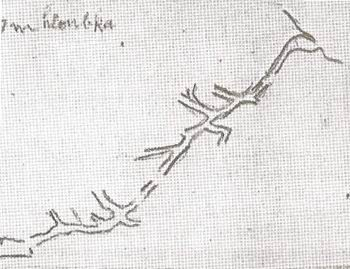
Mapa cesty k šachtě podle A. Horáka
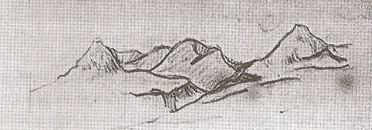
Krajina v okolí jeskyně podle A. Horáka
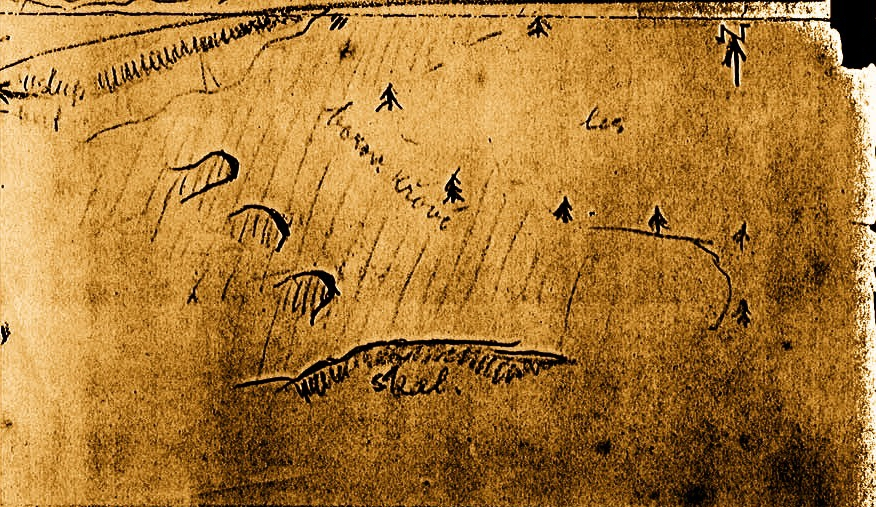
Plánek vstupu do jeskyně podle A. Horáka